# 340 av. J.-C.
Cette page concerne l'année 340 av. J.-C. du calendrier julien proleptique.

## Événements
- 27 juin (30 mai du calendrier romain) : début à Rome du consulat de T. Manlius Imperiosus Torquatus III et Publius Decius Mus après l'abdication des consuls précédents[1]. 
  - Guerres latines : début d'un soulèvement infructueux des Latins contre Rome (fin en 337 av. J.-C.). Tibur et Préneste mènent le mouvement, avec les colonies de Setia, de Velitrae, de Circei, les Volsques et Capoue elle-même. Lavinium, Ardée, les Herniques et les Samnites soutiennent Rome[2]. Les consuls T. Manlius Torquatus et Publius Decius Mus marchent contre les Latins. Manlius fait exécuter son fils qui s'est battu en combat singulier malgré l'interdiction de sortir du rang. Les deux consuls remportent une première victoire à Suessa Aurunca, près de Veseris au pied du Vésuve, où Decius est tué, se sacrifiant pour donner l'exemple à ses troupes. Manlius remporte une seconde victoire entre Minturnes, Suessa et Sumessa à la bataille de Trifanum et les Latins et les Campaniens se soumettent[3]. Rome annexe des terres latines, principalement celles de Privernum et de Faléries et l’ager Falernus, la plus riche région de Campanie, non pas au profit de la plèbe, mais du patriciat, avec l’assentiment des equites capouans[4]. Un État romano-capouan éphémère se constitue du Tibre au Volturne.

- Juillet :  Philippe II de  Macédoine confie la régence à son fils Alexandre le Grand âgé de 16 ans[5], puis met le siège devant Périnthe et intervient en Chersonèse de Thrace[6]. Périnthe reçoit des renforts de Byzance et l’aide des satrapes perses voisins.

- Septembre : siège de Byzance par Philippe. Il s’empare de 230 vaisseaux de la flotte marchande athénienne chargés du blé de Scythie grâce à une imprudence du stratège athénien Charès (violation de la paix de Philocrate). Lettre de Philippe aux Athéniens. Guerre entre Athènes et Philippe[6].
- Octobre[7] : réformes financières et navales à Athènes. Démosthène fait adopter une réforme de la triérarchie qui oblige les 300 citoyens les plus riches à assumer la plus grande partie des frais de l’entretien de la flotte.

- Pixodaros devient satrape de Carie après avoir évincé sa sœur Ada avec l'aide du mercenaire Mentor de Rhodes[8].

## Naissances
- Appius Claudius, homme politique romain (mort en 273 av. J.-C.).
- Douris de Samos, historien grec.
- Chandragupta Maurya (date approximative).

## Décès en 340 av. J.-C.
- Isée, orateur né à Chalcis en 420 av. J.-C..